# 5455 Surkov
5455 Surkov eller 1978 RV5 är en asteroid i huvudbältet som upptäcktes den 13 september 1978 av den rysk-sovjetiske astronomen Nikolaj Tjernych vid Krims astrofysiska observatorium på Krim. Den har fått sitt namn efter Vladimir Vasil'evich Surkov.
Asteroiden har en diameter på ungefär 3 kilometer.